# Geoffrey Hugo Lampe
 (novembre 2022).
Pour les articles homonymes, voir Lampe (homonymie).
Geoffrey William Hugo Lampe (13 août 1912 - 5 août 1980) est un théologien britannique et un prêtre anglican. 

## Biographie
Lampe fait ses études à la Blundells School entre 1926 et 1931, d'où il remporte une bourse pour l'Exeter College d'Oxford. Il obtient les honneurs de première classe en Literae Humaniores en 1935 et en théologie un an plus tard.
Lampe est aumônier de la 34e brigade blindée pendant la seconde moitié de la Seconde Guerre mondiale et reçoit la Croix militaire pour sa bravoure lors du sauvetage de troupes blessées sous le feu.
Il est professeur de théologie "Edward Cadbury" à l'Université de Birmingham de 1953 à 1960. Il part ensuite à l'Université de Cambridge où il est professeur Ely de théologie de 1960 à 1970 et professeur Regius de théologie de 1970 jusqu'à sa retraite en 1979. Il est également membre du Synode général de l'Église d'Angleterre.
Il est particulièrement réputé pour son dictionnaire de grec patristique, c'est-à-dire de vocabulaire attesté chez les auteurs chrétiens de Clément de Rome à Théodore Studite.